# Restyling (auto)
Col termine inglese restyling, in campo automobilistico, si intende l'opera di riammodernamento di una carrozzeria.

## Storia
Si tratta di una strategia usata sin da quando è nata l'automobile prodotta in serie, ma la sua applicazione, il modo e i motivi per i quali viene utilizzata, è cambiata molto nel corso del tempo. Inizialmente era una strategia usata per aggiornare o comunque migliorare i modelli, al fine di risolvere i vari problemi o difetti riscontrati: le vetture nate con un aspetto troppo spartano (come, per esempio, la Fiat 500 del 1957) venivano impreziosite da cromature o da interni con diversi materiali di rivestimento, di struttura o di imbottitura. Venivano sostituiti i componenti, meccanici e non, che risultavano inadatti o poco affidabili e così via.

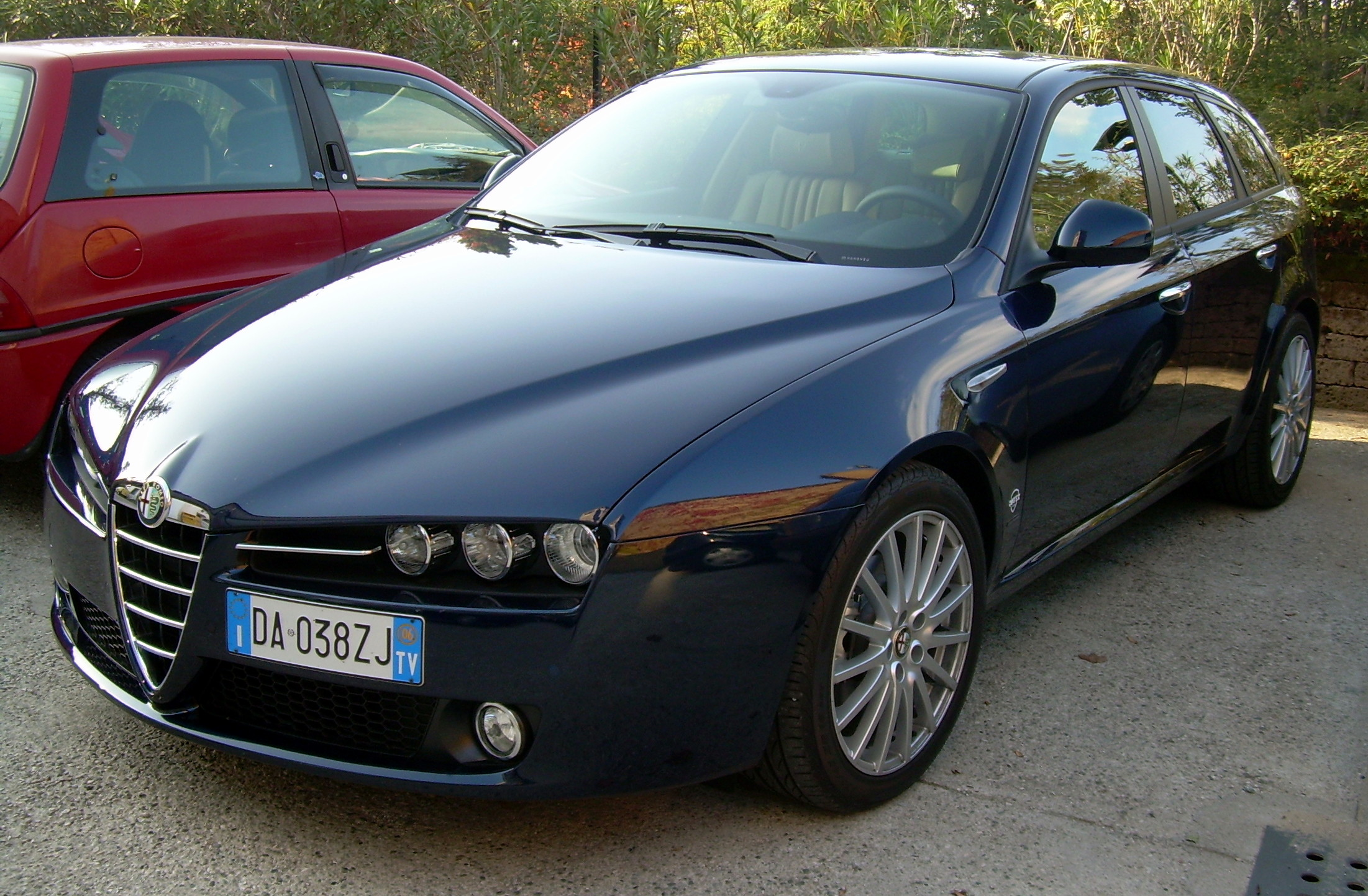
L'Alfa Romeo 159, che nel 2008 è stata interessata da un pesante aggiornamento della piattaforma senza ricevere alcuna modifica estetica

Al giorno d'oggi le strategie di aggiornamento o ringiovanimento di un'automobile sono rimaste pressoché le stesse, ma è cambiato il motivo e il modo con cui esse vengono applicate. Spesso, nelle vetture moderne, l'operazione di ringiovanimento dell'autovettura è limitato al piano estetico, e non mira a migliorare il prodotto o adattarlo al mercato, ma semplicemente a mantenerlo appetibile e competitivo per il cliente. Sono rari i casi in cui il restyling interviene anche nel chassis vero e proprio dell'automobile, anche se generalmente un restyling estetico è accompagnato dal debutto di nuovi motori e allestimenti. Vi sono stati però casi d'auto aggiornate a livello telaistico e con nessuna o poche modifiche estetiche, come l'Alfa Romeo 159, nel 2008 completamente riprogettata nello chassis, sostituendo parti della piattaforma con altre in acciaio più resistente ma di minor spessore e di conseguenza più leggero. In questo caso esteticamente la vettura non ha ricevuto pressoché alcuna modifica. Bisogna però aggiungere che anche un aggiornamento estetico può richiedere corpose opere di riprogettazione: per esempio nel restyling della Grande Punto che ha portato alla nascita della Fiat Punto Evo, sono stati riprogettati i gruppi ottici, i paraurti e la scocca degli interni.
Il marketing e le pubblicità però creano molta confusione, coniando termini sempre nuovi e spacciando vetture restilizzate come modelli completamente nuovi, di recente il mondo dell'automobile è sempre più invaso da termini commerciali come Model Year o nuova generazione ma che sostanzialmente non presentano un vero nuovo modello di vettura ma una sua rivisitazione perlopiù estetica seguita da, talvolta, aggiornamenti sulle motorizzazioni e sulle omologazioni riguardo ai consumi. Un esempio lampante e recente di auto vendute come nuove ma sostanzialmente dei restyling di vetture già esistenti sono alcuni modelli della Volkswagen: la Volkswagen Golf VI del 2008 (venduta come nuovo modello ma di fatto un restyling, seppur molto approfondito, del modello del 2003) e la Volkswagen Passat del 2010, ristilizzazione molto profonda del modello del 2005.

## Terminologia correlata
Commercialmente, con una certa logica, vengono attribuiti diversi termini ad un'operazione di rivisitazione estetica di un'auto:

### Facelift
Un intervento di restyling più leggero, ovvero consistente in piccolissimi particolari estetici, viene denominato facelift e spesso consistono in accorgimenti quasi impercettibili. La prima generazione della Toyota Yaris è stata aggiornata a metà carriera: tale aggiornamento consiste in una modifica molto leggera, viene leggermente modificato il fanale anteriore e lievemente la zona paraurti. Nonostante le modifiche siano minime, non si tratta di un facelift; il termine facelift, che in inglese indica anche la ritidectomia o ringiovanimento facciale (equivalente dell'italiano lifting), non cambia l'aspetto dell'automobile ma, come la pratica chirurgica, lo ringiovanisce soltanto. Un esempio lampante di facelift è per esempio quello che ha interessato la Lancia Ypsilon del 2003 che nel 2006 ha ricevuto modifiche estetiche davvero impercettibili. Altro esempio di Facelift è quello della Fiat Punto Classic che consiste solamente nell'inserimento di alcuni elementi cromati tra cui la mascherina argentata e il cambio del nome da Punto a Punto Classic (2007) mentre il vero restyling è stato fatto nel 2003 dove (a differenza della versione del 1999), cambiano, oltre che alcuni accorgimenti degli interni, i gruppi ottici e rilevanti modifiche nella meccanica, oltre alle dotazioni di nuovi motori e servizi di sicurezza di serie.

### Model Year
Il termine Model Year (abbreviato anche MY), perlopiù usato negli Stati Uniti ma che ha iniziato a diffondersi anche in Europa, letteralmente significa "anno del modello" ed indica l'anno per il quale il modello è stato concepito ma che non coincide necessariamente con l'anno di produzione e commercializzazione; alcuni modelli, soprattutto in America, possono venir prodotti e immatricolati addirittura nel terzo trimestre dell'anno precedente del MY dichiarato, e questo divario di tempo è giustificato dal voler i produttori prevenire imprevisti che potrebbero ritardare l'effettiva disponibilità del modello al momento del debutto ufficiale, e quindi le produzioni vengono spesso avviate con largo anticipo benché in sordina. Purtroppo questa strategia è stata anche utilizzata in modo completamente ingiustificato dal marketing, soprattutto in Europa dove aggiornamenti di modelli esistenti, che spesso non sono né restyling né semplici lifting ma solo operazioni pubblicitarie o legate alla vendita (nuovi colori, nuovi accessori ecc. ecc.), vengono venduti con la dicitura Model Year dell'anno successivo anche dall'estate dell'anno precedente, senza una vera spiegazione logica. Tuttavia nei casi dove il termine viene usato correttamente, con tale dicitura si identifica l'anno per il quale il modello è stato progettato. La Dodge Dart per esempio è un'auto concepita e progettata per l'anno 2013; nonostante la sua vendita sia stata annunciata già per il secondo trimestre del 2012 il Model Year del modello rimane 2013. Il termine ormai viene sempre più usato a livello commerciale anche come sinonimo di nuova gamma di un determinato modello (nuovi allestimenti, nuovi motori, nuovi accessori ecc. ecc.).

### Nuova generazione
Un restyling o un facelift possono quindi determinare una nuova generazione di un determinato modello. Anche una nuova serie, ovvero un modello completamente nuovo, ne identifica una nuova generazione, per questo motivo tra i vari nomi non bisogna fare confusione.
Se con generazione s'identifica quindi il periodo di tempo determinato da un definito modello, o dal suo restyling, con "nuova serie" s'identifica un modello completamente nuovo che rispetto a quella precedente ad esso porta solo il nome e a volte qualche richiamo stilistico che ricorda la serie prima, anche in questo caso però il profilo viene ridisegnato ad hoc. Una nuova serie di un modello quindi è sicuramente una nuova generazione di esso.
Sotto viene riportato un esempio grafico per capire al meglio questa differenza:

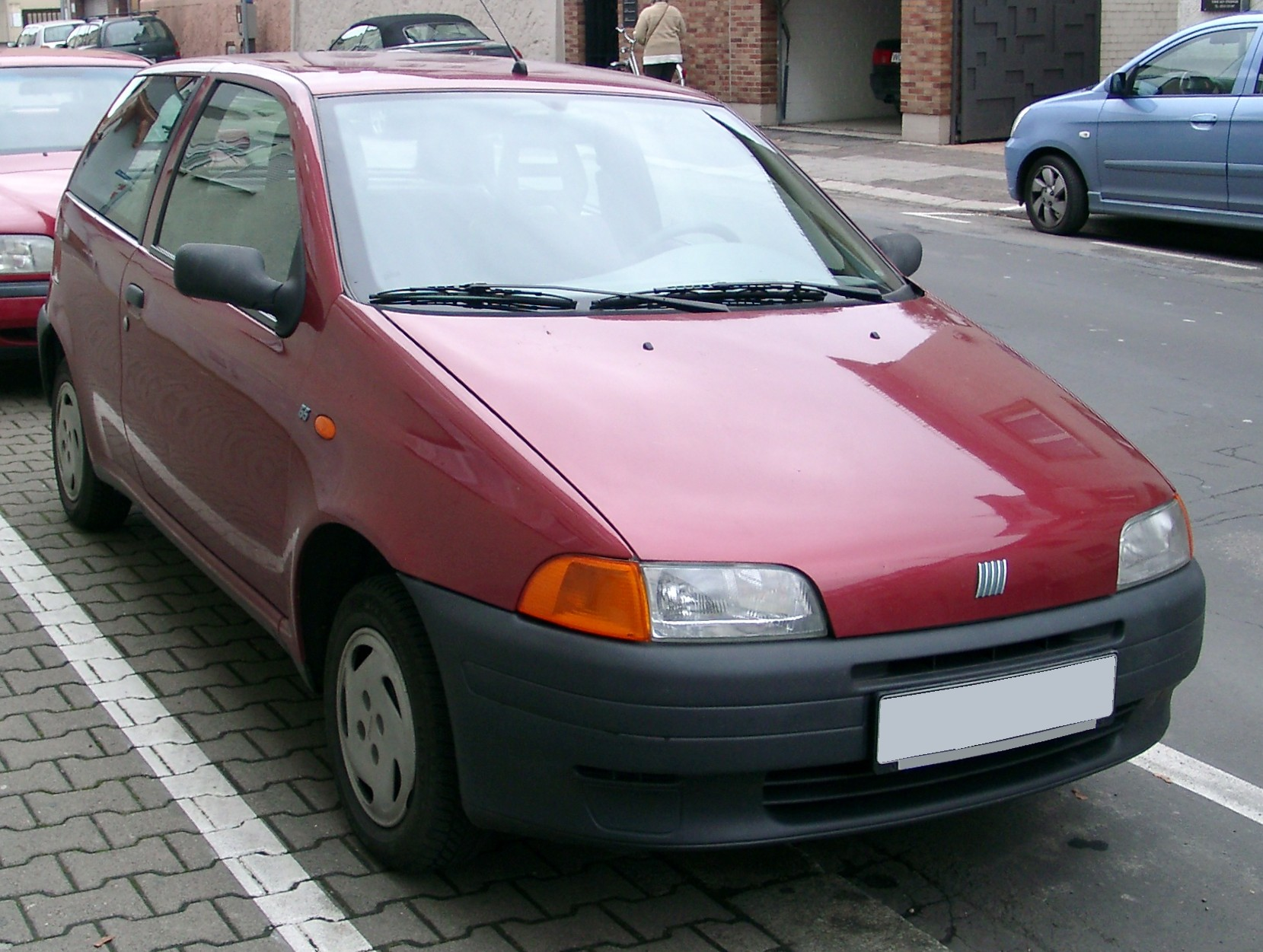
Fiat Punto prima serie e quindi prima generazione
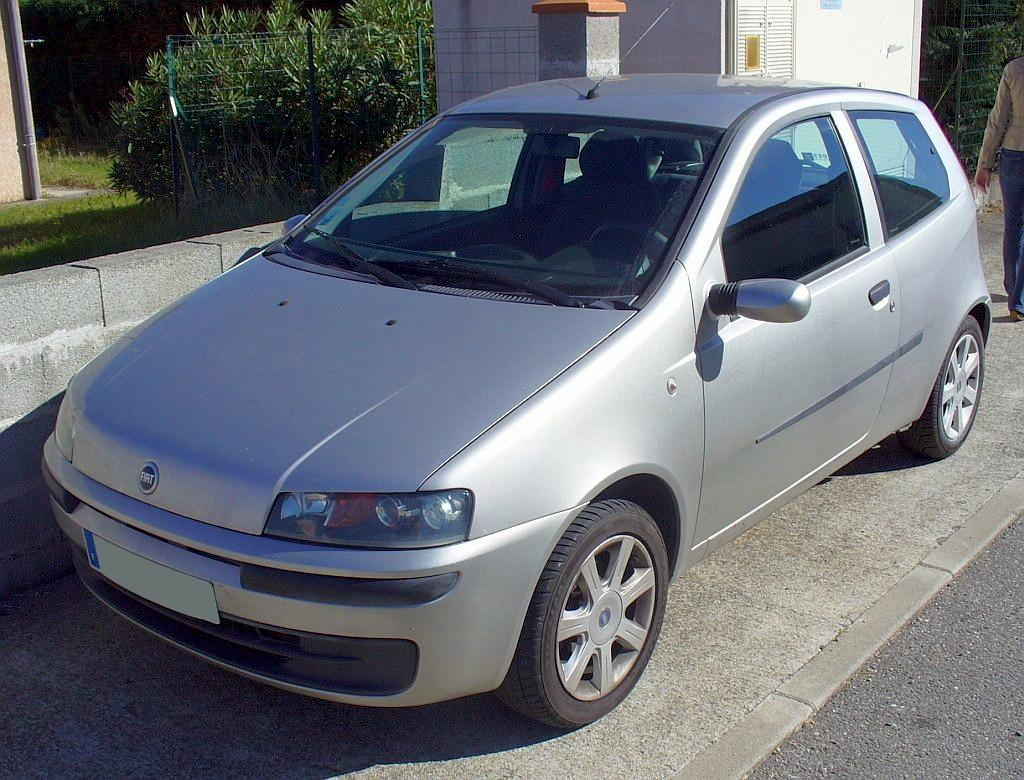
Fiat Punto seconda serie e quindi seconda generazione
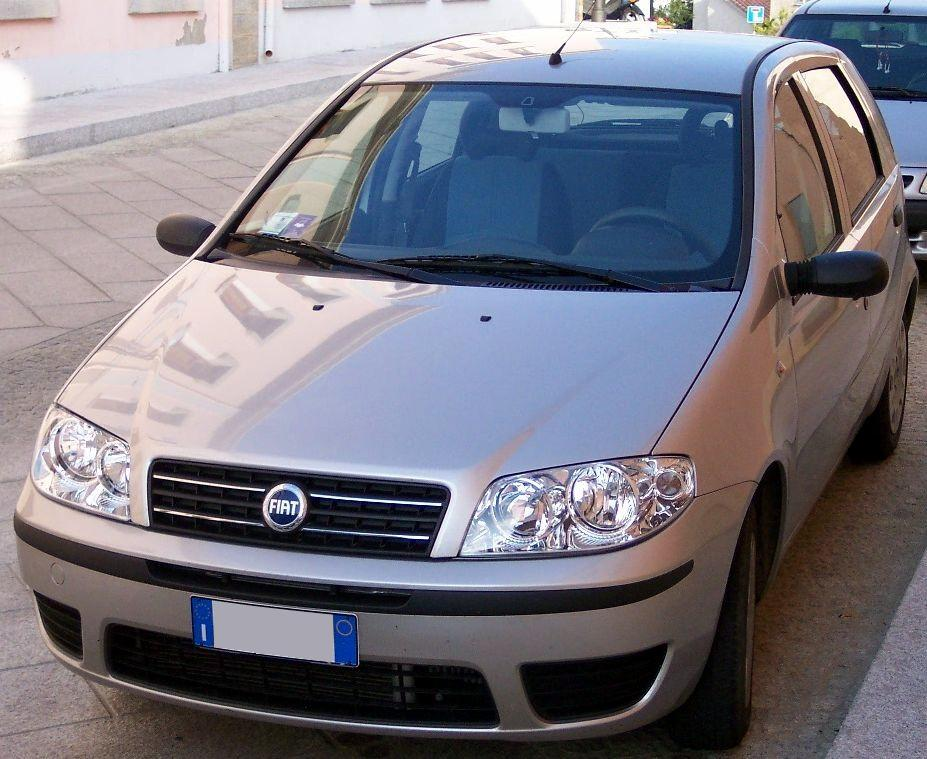
Restyling della Fiat Punto seconda serie che lancia la terza generazione del modello
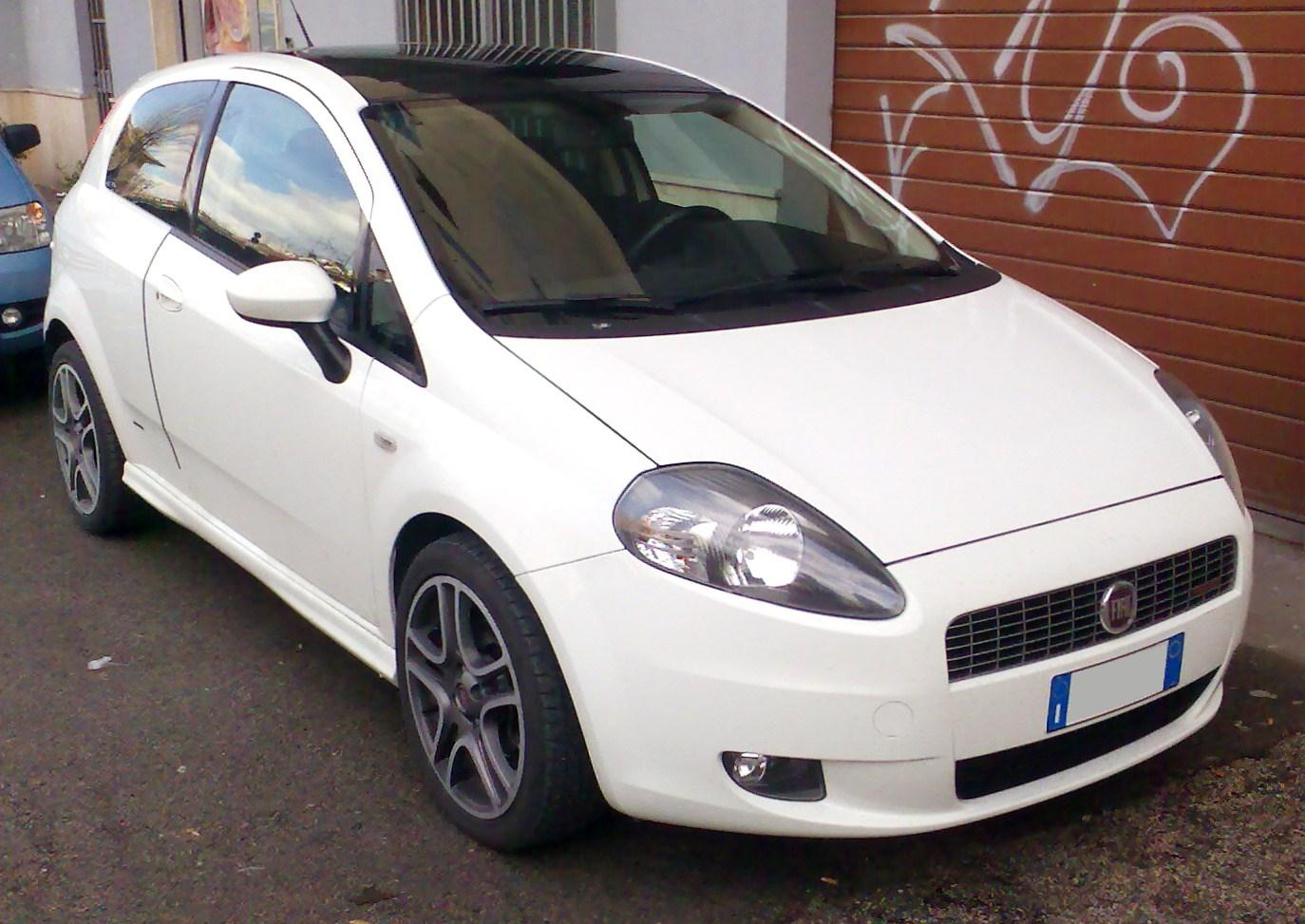
Nel 2005 nasce la terza serie della famiglia Punto, ovvero la Fiat Grande Punto che dà il via alla quarta generazione del modello